# Zingeria verticillata
Zingeria verticillata är en gräsart som först beskrevs av Pierre Edmond Boissier och Bal., och fick sitt nu gällande namn av Jindřich Chrtek. Zingeria verticillata ingår i släktet Zingeria och familjen gräs. Inga underarter finns listade i Catalogue of Life.